# Museo dei Nibelunghi
Il Museo dei Nibelunghi (in tedesco Nibelungenmuseum) è un museo della città di Worms, in Germania, dedicato alla saga dei Nibelunghi.
Completato nel 2001, il museo è stato realizzato all'interno di una parte dell'antica cinta muraria di Worms, comprese due torri difensive del XII secolo. La mostra si compone di una documentazione prevalentemente audiovisiva (percorso breve di 1,5 ore e lungo di 3 ore) esaminando le fonti, la genesi e lo sviluppo de La canzone dei Nibelunghi con la voce narrante di un attore nelle vesti dell'autore (ad oggi ancora ignoto). La seconda parte dell'esibizione prevede una lettura del testo poetico seguita da un commento e un'analisi del testo. Il museo viene utilizzato anche per eventi culturali, convegni e simposi.